# Vasilij Dzjirov
Vasilij Dzjirov, född den 4 april 1974 i Balchasj, Kazakstan, är en kazakstansk boxare som tog OS-guld i lätt tungviktsboxning 1996 i Atlanta. Han har även vunnit tre VM-brons i amatörboxning.